# Palaiargia rubropunctata
Palaiargia rubropunctata – gatunek ważki z rodziny pióronogowatych (Platycnemididae). Jest znany tylko z dwóch stanowisk oddalonych od siebie o około 190 km na półwyspie Ptasia Głowa w indonezyjskiej części Nowej Gwinei.